# Björn Forsell
Björn Axel Isak Forsell, född 31 maj 1915 i Jakobs församling i Stockholm, död 1 mars 1975 i Klagshamn, Malmö, var en svensk opera-, operettsångare och skådespelare.

## Biografi
Forsell studerade sång för sin far, operachefen John Forsell, och debuterade på Kungliga Teatern 1939. Han var sedan engagerad utomlands och återvände till Sverige 1949. Under 1950-talet var han engagerad vid Storan i Göteborg samtidigt som han drev en sångskola i Borås. Senare engagerades han vid stadsteatern i Malmö.
Under en kort period var han engagerad i pingströrelsen, i Filadelfiakyrkan i Stockholm, och framträdde där som solist.
Han var far till sångaren Johnny Forsell samt bror till journalisten Vidar Forsell (1904–1971) och författaren Loulou Forsell (1922–1954).
Björn Forsell är begravd på Stadskyrkogården i Alingsås.

## Filmografi
- 1935 – Ungdom av idag

## Teater

### Roller (ej komplett)
| År   | Roll                     | Produktion                                                           | Regi                        | Teater                   |
| ---- | ------------------------ | -------------------------------------------------------------------- | --------------------------- | ------------------------ |
| 1935 | David                    | På grund George Bernard Shaw                                         | Rudolf Wendbladh            | Helsingborgs stadsteater |
| 1935 | Alexej Petrovitj Fedotik | Tre systrar Anton Tjechov                                            | Rudolf Wendbladh            | Helsingborgs stadsteater |
| 1935 | Borgs biträde Werner     | Kvartetten som sprängdes Birger Sjöberg                              | Albert Nycop                | Helsingborgs stadsteater |
| 1936 | Butch                    | "Älskar - älskar inte" Samson Raphaelson                             | Rudolf Wendbladh            | Helsingborgs stadsteater |
| 1936 |                          | Oh, du milde Antonius A Fenclo, Georg Brada och Jara Beneš           | Karl Kinch Carl Johannesson | Oscarsteatern            |
| 1939 |                          | Amelia går på bal Gian Carlo Menotti                                 | Ragnar Hyltén-Cavallius     | Kungliga Operan          |
| 1940 | Mister X                 | Cirkusprinsessan Julius Brammer, Alfred Grünwald och Emmerich Kálmán | Håkan von Eichwald          | Vasateatern              |
| 1945 |                          | Giuditta Franz Lehár, Paul Knepler och Fritz Löhne-Beda              | Oscar Winge                 | Malmö stadsteater        |
| 1965 |                          | Fallet Oppenheimer Heinar Kipphardt                                  | Eva Sköld                   | Malmö stadsteater        |
| 1965 |                          | Djävulens följe (The Devils) John Whiting                            | Lennart Olsson              | Malmö stadsteater        |
| 1968 |                          | Fan ska vara teaterdirektör August Blanche                           | Per Siwe                    | Malmö stadsteater        |